# Der illustrierte Mann
Der Roman Der illustrierte Mann  ist eine Sammlung von 18 Erzählungen des amerikanischen Schriftstellers Ray Bradbury, die durch eine nicht sehr umfangreich ausgearbeitete Rahmenhandlung, bestehend aus einem Prolog, wenigen Zwischenpassagen und einem kurzen Epilog, erzählerisch nur lose verbunden sind. Der Band gilt als Höhepunkt im Werk des Autors sowie als Meilenstein innerhalb der Science Fiction, da sich hier exemplarisch die Abkehr von der technisch-wissenschaftlich orientierten Beschreibung und die Hinwendung zur poetischen Science-Fiction-Literatur zeigt.
Veröffentlicht wurde das Buch erstmals 1951 im New Yorker Verlag Doubleday & Company, Inc. unter dem Originaltitel The Illustrated Man. Die deutsche Erstausgabe erschien 1962 im Diogenes Verlag.

## Inhalt
Bei einer Wanderung durch Wisconsin begegnet der Erzähler Anfang September auf einer einsamen Landstraße dem illustrierten Mann, einem Tramp auf Wanderschaft, ähnlich dem Ewigen Juden. Der Körper dieses Mannes ist über und über mit Tätowierungen bedeckt, die ihm eine alte Frau, eine Zauberin aus der Zukunft, auf die Haut tätowiert hat. Nachts beginnen die Körperbilder zu leben und erzählen Geschichten von möglichen Zukunftswelten.
„Jede Tätowierung enthält eine kleine Geschichte. Wenn man sie beobachtet, erzählen sie einem in wenigen Minuten ihre Geschichte. In drei Stunden kann man eine ganze Menge Geschichten auf meinem Körper aufgeführt sehen, Stimmen hören und Gedanken mitdenken. Alles ist da und wartet nur darauf, dass Sie zusehen.“ (Zitat aus Der Illustrierte Mann, Heyne-Taschenbuch Nr. 3057)

## Die Geschichten
- Das Kinderzimmer (The Veldt): In der Zukunft gibt es vollautomatische Häuser, die den Bewohnern jede Arbeit abnehmen. In einer Familie mit zwei Kindern fühlen sich die Eltern allmählich überflüssig und möchten wieder selbst etwas tun und Urlaub von der Bequemlichkeit machen. Nicht so ihre Kinder, die hier ein Kinderzimmer haben, das aus telepathischen Gedankenströmen Wirklichkeit macht. Dieses Zimmer ist ihnen wichtiger als ihre Eltern, und als diese Verschiedenes verbieten, was die verwöhnten Kinder gerne möchten, entsteht bei diesen Hass. Sie lassen in ihrem Zimmer eine lebensechte afrikanische Steppe entstehen, und als die Eltern den Urlaub antreten wollen und das ganze Haus abzuschalten beginnen, locken die Kinder sie in das Zimmer, wo sie von Löwen gefressen werden.

- Kaleidoskop (Kaleidoscope): Ein Raumschiff wird von einem Kometen getroffen und aufgeschlitzt. Die Besatzung, die Raumanzüge mit Funkgeräten trägt, nicht aber Rückstoßgeräte, wird herausgeschleudert und treibt nun, jeder in eine andere Richtung, ins All davon und dem sicheren Tod entgegen. Nur die Funkverbindung bleibt als Kontakt. Beim Auseinandertreiben kommen trotz oder wegen der Todesangst alte Rivalitäten und Befindlichkeiten noch einmal zum Ausdruck. So lange es geht, sprechen sie miteinander, erinnern sich, zeigen Reue, Neid, unausgesprochene Wahrheiten und Gefühle und verletzen sich sogar gegenseitig, bevor alle Stimmen nach und nach verstummen. Während die meisten in den Weltraum hinaustreiben, fliegt einer auf die Erde zurück. Beim Eintauchen in die Atmosphäre verglüht er. Ein Kind sieht diese „Sternschnuppe“, worauf seine Mutter sagt: „Wünsch' dir was.“

- Die andere Haut (The Other Foot): Diese Geschichte handelt von der Politik der Apartheid, die zu Bradburys Zeit noch herrschte. In ihr fliehen die Schwarzen mit Raketen auf den Mars und begründen hier eine eigenständige Gesellschaft, ohne jedoch zu vergessen, wie sie von der weißen Bevölkerung unterdrückt worden waren. Auf der Erde findet ein Atomkrieg statt, den nur wenige überleben. Nach zwanzig Jahren fliegt eine Rakete auf den Mars zu. Die Schwarzen beabsichtigen, die weißen Raumfahrer zu töten oder zumindest in die gleichen Sklavendienste zu zwingen. Als die Rakete landet, berichtet ein alter weißer Mann von diesem Krieg, was in den Menschen gute und böse Erinnerungen weckt. Er ist gekommen, um Hilfe zu erbitten, damit die wenigen Überlebenden der verseuchten Erde auf den Mars kommen können. Um ihre Reue zu zeigen, wollen sie den Schwarzen dienen. Da auf der Erde aber nichts mehr existiert, was hassenswert war, nehmen die Schwarzen die Weißen als Gleichberechtigte auf und bieten einen Neubeginn auf derselben Stufe an.

- Die Landstraße (The Highway): Irgendwo in Mittelamerika wohnt ein armer einfältiger Bauer an einer Landstraße. Nach einer plötzlichen Ruhe taucht eine endlose Autoschlange auf, voll von zu Tode erschreckten, in Panik flüchtenden Insassen. Ein Auto hat eine Panne in der Nähe des Bauern, der seelenruhig seine kargen Felder bewirtschaftet. Die Insassen bitten ihn um Kühlwasser, und neugierig geworden, fragt er sie nach der Ursache der Autoschlange. Die Insassen, eine Familie, brechen in Tränen aus und sie sagen ihm: „Der Atomkrieg hat begonnen.“ Der Bauer sieht sie davonfahren und fragt sich: „Was meinen sie damit, der Atomkrieg hat begonnen?“

- Der Mann (The Man): Eine Gruppe von Raumfahrern landet auf einem bewohnten Planeten. Die Besatzung beabsichtigt, neue Märkte zu erschließen, und erwartet ein Empfangskomitee. Die Bewohner zeigen sich jedoch gleichgültig, da tags zuvor ein geheimnisvoller Besucher vor ihnen angekommen war. Ein Konflikt entsteht: Ein Teil der Raumfahrer vermutet, eine konkurrierende Gruppe von Raumfahrern sei ihnen hier zuvorgekommen. Andere meinen, dass ein Erlöser den Planeten besucht habe, zumal sie von seiner Weisheit und Güte, von Heilungen und Wundern erfahren. Einige Raumfahrer beginnen an diesen Erlöser zu glauben und bleiben hier. Der Kommandant jedoch, der nicht dazu fähig ist, möchte diesem Mann von Planet zu Planet folgen, ohne zu verstehen, dass er immer dort ist, wo man an ihn glaubt.

- Der lange Regen (The Long Rain): Bradbury schildert die Venus als einen feuchtheißen, nebligen Planeten mit niemals aufhörenden Regengüssen. Eine kleine Gruppe von Soldaten macht sich nach einer Bruchlandung mit ihrem Raumschiff auf den Weg zu einer Sonnenkuppel, einem von Menschen geschaffenen Gebäude, welches Sicherheit und Wärme bietet. In den Gewässern leben Venusbewohner, die ab und zu solche Kuppeln zerstören. Unterwegs verfallen die Soldaten nacheinander dem Wahnsinn und suchen den Tod. Das erste Gebäude ist zerstört und verlassen; nur ein Mann erreicht eine funktionierende Sonnenkuppel.

- Der Raumfahrer (The Rocket Man): Eine Mutter und ihr 14-jähriger Sohn hören das Raumschiff des Vaters über das Haus fliegen; dieser ist meistens drei Monate lang im Sonnensystem unterwegs. Der Sohn möchte selbst Raumfahrer werden und bewahrt Staubspuren ferner Planeten auf, die in seines Vaters Uniform zurückgeblieben sind. An den Urlaubstagen auf der Erde gräbt der Raumfahrer gerne im Garten und sonnt sich. „Das fehlt einem“, gesteht er dem Sohn, „werde nie ein Raumfahrer!“ Bei seinem nächsten Einsatz stürzt sein Schiff in die Sonne und seine Familie wagt sich lange Zeit nicht mehr ans Tageslicht, um nicht an den Verlust erinnert zu werden.

- Die Feuerballons (The Fire Balloons): Ein Orden von Wanderpredigern will die Marsbewohner, intelligente Feuerkugeln aus reiner Energie, missionieren. Auf dem Mars angekommen, stellen sie fest, dass die Marsianer ohne Erbsünde sind. Sie retten Menschen vor Gefahren, besitzen kein Eigentum, haben keine Begierden, hassen nicht, führen keinen Krieg, arbeiten nicht und sind einfach glücklich.

- Die letzte Nacht der Welt (The last Night of the World): Die letzte Nacht der Erde ist angebrochen, eine Familie bereitet sich auf den unausweichlichen Weltuntergang vor. Alle haben davon geträumt. Die letzten Stunden werden allerdings mit alltäglichen Verrichtungen, z. B. Geschirr abwaschen, Radio hören und lesen verbracht, da niemand aufgrund der Unausweichlichkeit in Panik gerät. Die Mutter steht sogar nachts noch ein Mal auf, weil sie vergessen hatte, den Wasserhahn abzudrehen. Vor dem Schlafengehen wünschen sie sich wie gewohnt „Gute Nacht.“

- Die Verbannten (The Exiles): Ein Raumschiff reist von der Erde zum Mars, als etliche Mitglieder der Besatzung über schreckliche Träume klagen und manche sogar ohne ersichtlichen Grund sterben. Der Mars ist seit dem 21. Jahrhundert zur Zuflucht der Dichter des Grauens und Entsetzens und Anhänger des Übernatürlichen bzw. ihrer Bücher, die auf der wissenschaftshörigen Erde verboten wurden, und der darin vorkommenden Charaktere geworden. So leben hier u. a. Poe, Bierce und Carroll, die gemeinsam mit Hexen, die durch Zauber die Raumfahrer töteten, die Landung der Erdbewohner verhindern wollen. Einzig und alleine der verbannte Dickens fühlt sich zu Unrecht in die Gruppe der Anhänger des Übernatürlichen gesteckt und kooperiert nicht, um die Landung zu verhindern. Schlussendlich erreichen die Raumfahrer ihr Ziel und verbrennen die letzten Bücher, die es gibt – und somit im übertragenen Sinne auch die Autoren und ihre Charaktere, weshalb ein Raumfahrer Schreie zu hören glaubt und die Phantasiestadt Oz in sich zusammenfällt.

- Kein Abend, kein Morgen… (No Particular Night and Morning): Ein Raumschiff fliegt zum Aldebaran II. Eines der Besatzungsmitglieder nahm teil, weil ihm der Gedanke gefiel, überall nur Leere zu finden und sich selbst in der Mitte. Auf dem Flug vertieft sich sein Unglauben an alles, was er nicht unmittelbar sehen oder berühren kann; er leugnet sogar die Existenz der Erde oder der Sterne. Schließlich verlässt er im Raumanzug alleine das Schiff und lässt sich ins All treiben.

- Der Fuchs und die Hasen (The Fox and the Forest): Auf der Erde herrscht 2155 ein andauernder Atomkrieg. Ein Physiker, der an der Entwicklung einer neuen Bombe mithilft, und seine Frau fliehen über ein Zeitreiseunternehmen nach Mexiko im Jahr 1938, doch ein Geheimpolizist der Zukunft spürt sie auf. Er könnte sie zurückschicken, sofern sie alleine sind, daher verbergen sie sich in Menschengruppen. Schließlich fährt der Mann den Polizisten tot, und das Paar sucht Geborgenheit bei einer Filmgesellschaft, die jedoch ebenfalls eine Gruppe von Spürhunden darstellt und mittels einer Zeitmaschine, in einer Kamera versteckt, alle zurückkatapultiert.

- Der Besucher (The Visitor): Menschen, die von einer hochinfektiösen und unheilbaren Seuche befallen sind, werden auf dem Mars isoliert, um dort langsam zu sterben. Sie sehnen sich jedoch nach der Erde, dem verlorenen Paradies zurück. Eines Tages kommt ein Besucher an, der in der Lage ist, die Illusion von einem Leben auf der Erde in den Köpfen der Menschen zu erzeugen. Da jeder den Besucher für sich alleine beansprucht, kommt es zum Konflikt, in dessen Verlauf der Telepath getötet wird.

- Zementmixer (The Concrete Mixer): Die Marsianer bereiten eine Invasion der Erde vor, jedoch werden sie dort begeistert empfangen. Hier herrscht eine Gesellschaft des Konsums, des Vergnügens und der Geschäftemacherei. Ein Filmboss umwirbt einen der Marsbewohner und stellt ihm Geschäftsideen vor. Angewidert von Entartungen des „American Way of Life“, versucht er, zum Mars zu entfliehen. „Wir werden vernichtet werden von ihrer Freundlichkeit“, erkennt er. Zuletzt wird er von einer Horde lärmender Jugendlicher in einem Straßenkreuzer überfahren.

- Marionetten, e.V. (Marionettes, Inc.): Eine Firma bietet individuell gestaltete, künstliche Menschen an, die von ihren realen Vorbildern, bis auf ein leises „Tick-tick-tick-tick-tick-tick-tick-tick-tick“ in der Brust, nicht zu unterscheiden sind. Ein Mann, der seiner Ehe mit den Jahren überdrüssig geworden ist, kauft eine Replik seiner selbst, die fortan seine Rolle bei der Ehefrau übernehmen soll und erzählt einem Freund von der Herstellerfirma. Dieser Freund möchte nun auch seine eigene Freiheit genießen und seine Frau täuschen, jedoch kam diese auf die gleiche Idee, hatte sich bereits durch eine Marionette ersetzt und ist vermutlich mit einem Anderen durchgebrannt. Der Ehemann mit dem Doppelgänger wird von diesem schließlich umgebracht, da sich der Replikant in seine Frau verliebt hat.

- Die Stadt (The City): Eine weit entfernte Zivilisation im All wurde einst durch Bakterien ausgerottet, welche von raumfahrenden Menschen eingeschleppt wurden. In dieser Erkenntnis bauten die dem Tode geweihten Bewohner eine Stadt ihres Planeten zu einer Falle um, um darin in der Zukunft landende Menschen automatisch gefangen zu nehmen und deren Körper mit künstlichen Apparaten zu bestücken. Nach tausenden von Jahren tritt dieser Fall ein und derart manipuliert treten die umprogrammierten Raumfahrer den Heimflug zu Erde an, um sie ihrerseits mit Bakterien zu verseuchen.

- Stunde Null (Zero Hour): Die Erde der Zukunft ist perfekt geschützt vor außerirdischen Eindringlingen, die Menschheit hat einen hohen technischen Standard erreicht. Die Marsbewohner finden die entscheidende Lücke: Die Begeisterungsfähigkeit von Menschenkindern. Die siebenjährige Mink und andere Kinder auf der ganzen Welt spielen „Invasion“ und tragen alle möglichen Dinge zu Maschinen zusammen, die den Marsianern Zugang zur Erde verschaffen. Minks Eltern verschanzen sich auf dem Dachboden, doch die Außerirdischen dringen ein und töten sie.

- Das Raumschiff (The Rocket): Ein Vater erfüllt mit seinem letzten Geld den sehnlichsten Wunsch seiner Kinder, einen Raumflug mit einer Rakete. Mit einem naturgetreuen Modell einer Weltraumrakete aus Aluminium simuliert er mittels Filmen einen Raumflug, ohne dass sich die Rakete vom Boden erhebt. Die Kinder sind überglücklich.

## Verfilmung
Jack Smight verfilmte das Buch von Bradbury 1963 und brachte den Film im Sommer 1969 unter seinem Originaltitel The Illustrated Man unter anderem mit Rod Steiger in einer der Hauptrollen in die amerikanischen Kinos. In Deutschland wurde der Film unter dem Namen Der Tätowierte bekannt. Bradbury war mit dem Film jedoch nicht zufrieden.

„Den 'Illustrierten Mann' habe ich verabscheut; ein schrecklicher Film.“

Im Zweiten Deutschen Fernsehen (ZDF) lief am 12. Juli 1968 in der Reihe Das kleine Fernsehspiel mit dem Titel Ich auf Bestellung eine 45 Minuten lange Verfilmung der Geschichte Marionetten e.V. mit Günther Ungeheuer in der Hauptrolle.

## Erwähnung in anderen Medien
In Folge 20 der 5. Staffel „…A Thousand Words“ der US-amerikanischen Fernsehserie Criminal Minds wird sowohl auf das Buch als auch auf den Film Der illustrierte Mann Bezug genommen. Auf dem Körper des Mörders sind Gesichter und Namen seiner Opfer tätowiert.